# Rhabdospora tanaceticola
Rhabdospora tanaceticola är en lavart som beskrevs av Bubák & Kabát 1909. Rhabdospora tanaceticola ingår i släktet Rhabdospora och familjen Mycosphaerellaceae.   Inga underarter finns listade i Catalogue of Life.